# Дюк Гарріс
Дюк Гарріс (англ. Duke Harris; 25 лютого 1942, Сарнія — 2 серпня 2017, Сарнія) — канадський хокеїст, що грав на позиції крайнього нападника.

## Ігрова кар'єра
Професійну хокейну кар'єру розпочав 1958 року.
Протягом професійної клубної ігрової кар'єри, що тривала 21 рік, захищав кольори команд «Міннесота Норт-Старс», «Торонто Мейпл-Ліфс», «Чикаго Кугарс», «Рочестер Американс» та «Х'юстон Аерос».